# Liste der Abgeordneten zum Vorarlberger Landtag (X. Gesetzgebungsperiode)
Diese Liste der Abgeordneten zum Vorarlberger Landtag listet die Abgeordneten zum Vorarlberger Landtag in der zehnten Gesetzgebungsperiode von 1909 bis 1914 auf. Die zehnte Gesetzgebungsperiode des Vorarlberger Landtags war dessen Letzte vor dem Ersten Weltkrieg sowie vor dem Ende der Monarchie.

## Landtagsabgeordnete
| Name                     | Wahlklasse1 | Region                | Anmerkung                                        |
| ------------------------ | ----------- | --------------------- | ------------------------------------------------ |
| Allgäuer Stefan          | LG          | Feldkirch-Dornbirn    | ab 1912 als Nachfolger von Franz Josef Schreiber |
| Amann Alois              | LG          | Feldkirch-Dornbirn    |                                                  |
| Bösch Engelbert          | LG          | Feldkirch-Dornbirn    |                                                  |
| Dietrich Alois           | LG          | Bludenz-Montafon      |                                                  |
| Drexel Karl              | SM          | Dornbirn              |                                                  |
| Ebenhoch Ulrich          | LG          | Feldkirch-Dornbirn    |                                                  |
| Egger Franz              | Virilstimme |                       | bis 1912 (Weihe zum Fürstbischof von Brixen)     |
| Fink Barnabas            | LG          | Bregenz-Bregenzerwald |                                                  |
| Fink Jodok               | LG          | Bregenz-Bregenzerwald | seit 1903 auch Mitglied im Landesausschuss       |
| Kennerknecht Josef       | LG          | Bregenz-Bregenzerwald |                                                  |
| Kinz Ferdinand           | SM          | Bregenz               | bis 1912                                         |
| Konzett Andreas Josef    | SM          | Bludenz               | ab 1910 auch Mitglied im Landesausschuss         |
| Loser Franz              | LG          | Bregenz-Bregenzerwald |                                                  |
| Luger Engelbert          | SM          | Dornbirn              |                                                  |
| Müller Johann            | LG          | Bludenz-Montafon      | ab 1910 als Nachfolger von Ignaz Nigsch          |
| Nachbaur Johann Wendelin | LG          | Feldkirch-Dornbirn    |                                                  |
| Natter Franz             | SM          | Bregenz               | ab 1912 als Nachfolger von Ferdinand Kinz        |
| Nigsch Ignaz             | LG          | Bludenz-Montafon      | gestorben am 10. November 1909                   |
| Ölz Josef                | LG          | Bregenz-Bregenzerwald | seit 1903 auch Mitglied im Landesausschuss       |
| Peer Josef               | SM          | Feldkirch             | ab 1914 als Nachfolger von Ignaz Rüsch           |
| Rhomberg Adolf           | SM          | Bregenz               | seit 1890 auch Vorarlberger Landeshauptmann      |
| Rüsch Ignaz              | LG          | Bludenz-Montafon      | bis 1914                                         |
| Schreiber Franz Josef    | LG          | Feldkirch-Dornbirn    | gestorben am 7. Mai 1912                         |
| Thurnher Martin          | LG          | Bludenz-Montafon      | bis 1912 auch Landeshauptmannstellvertreter      |
| Vögel Johann Peter       | LG          | Bregenz-Bregenzerwald |                                                  |
| Waitz Sigmund            | Virilstimme |                       | ab 1913 als Nachfolger von Franz Egger           |
| Walter Stefan            | LG          | Bludenz-Montafon      |                                                  |
| Wegeler Josef            | LG          | Feldkirch-Dornbirn    | ab 1909 auch Mitglied im Landesausschuss         |
| Welte Albert             | LG          | Feldkirch-Dornbirn    |                                                  |
| Willi Josef Anton        | LG          | Bregenz-Bregenzerwald |                                                  |

1 SM ... Städte und Märkte
  LG ... Landgemeinden